# Mordellistena leveyi
Mordellistena leveyi es una especie de coleóptero de la familia Mordellidae.

## Distribución geográfica
Habita en Cachemira.